# Twan Brusselman
Cet article possède un paronyme, voir Brusselmans.
Twan Brusselman, né le 15 août 1993 à Helmond, est un coureur cycliste néerlandais.

## Biographie
Twan Brusselman naît le 15 août 1993 aux Pays-Bas.
Il entre en 2014 dans l'équipe continentale néerlandaise Jo Piels. En 2015, il remporte la 3e étape de la Carpathian Couriers Race et termine 3e du Dookoła Mazowsza.

## Palmarès et classements mondiaux sur route

### Par années
- 2014
  - 3e du KOGA Slag om Norg
- 2015
  - Omloop Houtse Linies
  - 3e étape de la Carpathian Couriers Race
  - 3e du Dookoła Mazowsza
- 2016
  - 2e de l'Omloop Houtse Linies
- 2017
  - Omloop Houtse Linies
  - 3e du Tour de Hollande-Septentrionale

### Classements mondiaux
| Année           | 2014 | 2015 | 2016   | 2017 |
| --------------- | ---- | ---- | ------ | ---- |
| UCI Europe Tour | 708e | 291e | 1 078e | 564e |

## Palmarès en cyclo-cross
- 2008-2009
  - 3e du championnat des Pays-Bas de cyclo-cross cadets